# Bålsjön, Ångermanland
Bålsjön är en sjö i Kramfors kommun i Ångermanland och ingår i Nätraån-Ångermanälvens kustområde. Sjön har en area på 1,16 kvadratkilometer och ligger 74,2 meter över havet.

## Delavrinningsområde
Bålsjön ingår i det delavrinningsområde (698432-161062) som SMHI kallar för Utloppet av Bålsjön. Medelhöjden är 136 meter över havet och ytan är 8,87 kvadratkilometer. Det finns inga avrinningsområden uppströms utan avrinningsområdet är högsta punkten. Avrinningsområdets utflöde mynnar i havet. Avrinningsområdet består mestadels av skog (75 procent). Avrinningsområdet har 1,11 kvadratkilometer vattenytor vilket ger det en sjöprocent på 12,6 procent.